# Melaloncha gonzalezae
Melaloncha gonzalezae är en tvåvingeart som beskrevs av Brown 2006. Melaloncha gonzalezae ingår i släktet Melaloncha och familjen puckelflugor. Inga underarter finns listade i Catalogue of Life.